# Henrik Jess Jensen
Henrik Jess Jensen (født 3. oktober 1965 i Fjerritslev) er en dansk afdelingsleder hos Aalborg Kommune. Han var formand for Danmarks Cykle Union fra januar 2016 til marts 2023 hvor han trak sg tilbage og blev afløst af Morten Anderson. I marts 2017 blev han én af tre vicepræsidenter for Den Europæiske Cykleunion (Union Européenne de Cyclisme, UEC).